# NGC 2506
NGC 2506 (také známá jako Caldwell 54) je otevřená hvězdokupa v souhvězdí Jednorožce vzdálená od Země přibližně 11 300 světelných let. Objevil ji britský astronom William Herschel 23. února 1791.

## Pozorování

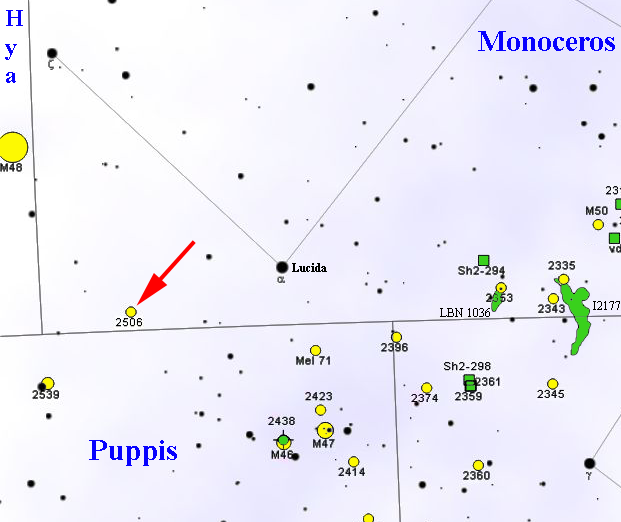
Poloha NGC 2506 v souhvězdí Jednorožce

Na obloze ji lze poněkud obtížně nalézt v oblasti bez jasných hvězd v jihovýchodní části souhvězdí u hranice se souhvězdím Lodní zádě, 4 stupně východně od hvězdy Alfa Monocerotis s magnitudou 3,9, mezi hvězdokupami Messier 47 a Messier 48. Blízko se nachází i další hvězdokupy Messier 46 a NGC 2539. Je viditelná i triedrem. Obsahuje několik stovek hvězd, ale její nejjasnější hvězdy dosahují pouze 11. magnitudy, proto je na její pozorování vhodný alespoň středně velký amatérský astronomický dalekohled,
který při větším zvětšení ukáže některé její nejjasnější hvězdy. Pozadí hvězdokupy ovšem zůstane mlhavé se dvěma zhuštěními na východě a západě.
Díky její mírné jižní deklinaci může být pozorována z obou polokoulí Země bez obtíží spojených se zeměpisnou šířkou. Ve skutečnosti je pozorovatelná ze všech obydlených oblastí Země. Nejvhodnější období pro její pozorování na večerní obloze je od prosince do května.

## Historie pozorování
Hvězdokupu objevil William Herschel 23. února 1791 pomocí zrcadlového dalekohledu o průměru 18,7 palce (475 mm). Popsal ji takto: „velmi zhuštěná a bohatá hvězdokupa. Hvězdy jsou dvojí velikosti, některé značně jasné a ostatní téměř neviditelné. Zhuštěná část má průměr 5 nebo 6′.“ Jeho syn John ji později znovu pozoroval a zařadil ji do svého katalogu mlhovin a hvězdokup General Catalogue of Nebulae and Clusters pod číslem 1611.

## Vlastnosti
NGC 2506 je velmi zhuštěná hvězdokupa kulového tvaru podobná zhuštěné hvězdokupě NGC 2477. Její vzdálenost se odhaduje na 11 300 světelných let a nachází se tedy ve vnější části Galaxie, pravděpodobně v rameni Persea, v oddělující se části na konci tohoto ramene.
Se stářím kolem 1,1 miliardy let jde o jednu z nejstarších otevřených hvězdokup, podobně staré jsou hvězdokupy NGC 752 a NGC 2420, i když jsou i mnohem starší hvězdokupy, jako například M 67. Její hvězdy mají velmi nízkou metalicitu, což je dáno její vzdáleností od jádra Galaxie, protože čím větší je vzdálenost hvězdokupy od jádra, tím nižší má metalicitu. Nachází se přibližně 1 600 světelných let severně nad rovinou galaktického disku, proto je podobná dalším hvězdokupám na okraji disku, jako například NGC 2420 v souhvězdí Blíženců. Hvězdokupa obsahuje zhruba kolem 800 hvězd, většina jich však má magnitudu menší než 13. Její hvězdy hlavní posloupnosti jsou z velké části dvojhvězdy.
Její oběžná dráha kolem jádra galaxie je poměrně málo výstředná, což naznačuje, že se příliš nevzdálila od místa svého vzniku. Na své oběžné dráze udržuje vzdálenost mezi 10 700 a 11 600 světelných let od jádra Galaxie.